# Северодвинский театр драмы
Северодвинский драматический театр — государственный драматический театр, расположенный в Северодвинске.

## История
Впервые театр был открыт в 1937 году в посёлке Судострой на базе Архангельского театра рабочей молодёжи. Первым представлением театра был спектакль «Лжец» по пьесе Карло Гольдони.
26 марта 1938 года здание театра пострадало от пожара, и вскоре было построено новое в срок 28 дней по улице Советской.
11 августа 1938 года посёлок Судострой был переименован в город Молотовск, а театр — в Молотовский городской драматический театр. Первые годы были довольно сложными для театра, чему способствовала слабая материально-техническая база, а также плохие бытовые условия жизни актёров.
В 1939 году директором и художественным руководителем назначается выпускник ГИТИСа Борис Потик, внёсший большой вклад в развитие театра. Театр стал довольно известен, о чём свидетельствует внимание к театру со стороны Английского Королевского Шекспирского общества, у которого хранятся материалы для спектакля «Венецианский купец» У. Шекспира, поставленного в Молотовском городском драмтеатре.
Весной 1942 года артисты Молотовского драмтеатра отправляются на работу в Архангельск и Котлас, где они выступают в госпиталях, военных клубах, домах культуры, а также в частях Красной Армии. А в Молотовске работает эвакуированная труппа Ленинградского театра имени Ленинского Комсомола, которой было поставлено более 20 спектаклей.
С 1948 по 1960-е годы в Молотовском драмтеатре были поставлены такие значительные спектакли, как «Последние» М. Горького, «Разлом» Б. Лавренёва, «Под золотым орлом» Я. Галана, «Угрюм-река» по роману В. Шишкова, «Анна Каренина» Л. Толстого, «Таня» А. Арбузова, пьесы У. Шекспира, Лопе де Вега, Мольера и др. В 1954-56 гг. в театре работал известный впоследствии художник Михаил Рогинский. В 1958 году первой в истории театра заслуженной артисткой РСФСР стала актриса Наталья Григорьева. В 40-50-е годы в театре работали впоследствии известные киноартисты: Виктор Чекмарев, Иван Лапиков, Виктор Шульгин.
12 сентября 1957 года в связи с переименованием города Молотовска в Северодвинск, театр был переименован в Северодвинский городской театр драмы.
Во второй половине 1960-х годов главным режиссёром театра был заслуженный артист РСФСР Юрий Коршун (1907—1979), оказавший значительное влияние на творческое развитие коллектива, он осуществил 16 постановок, среди них: «Василиса Мелентьева» А. Островского, «Поздняя любовь» А. Островского, «Старик» М. Горького, «Фауст» И. Гёте. Столичный журнал «Театральная жизнь» по поводу последнего спектакля писал: «…за всю сценическую жизнь „Фауста“ не было второго такого решения, когда Мефистофель оказывается „оборотной стороной“ Фауста. Для этого понадобился не только талант постановщика, но и талант коллектива». К юбилею Северодвинского театра драмы (1967) учреждена премия им. Ю. Коршуна, которая присуждается ежегодно за творческие успехи в сезоне.
С 1970-х годов театр начал активно развиваться. В 1974 году актёры Вячеслав Дмитриев и Татьяна Гончарова получили звание «Заслуженный артист РСФСР». Наиболее значительные спектакли 70-х годов: «На всякого мудреца довольно простоты» А. Островского (режиссёр — Владислав Пази), «Мария Стюарт» Ф. Шиллера (режиссёр — Владимир Давыдов), «Брат Алеша» В. Розова (режиссёр — Михаил Апарцев), «Последний срок» В. Распутина и «Жизнь Галилея» Б. Брехта (режиссёр — Сергей Петренко), последняя постановка получила диплом Всесоюзного фестиваля спектаклей по пьесам Бертольда Брехта, организованного обществом советско-германской дружбы.
К концу 1970-х годов здание театра сильно обветшало и было разобрано. Каменный каркас сцены старого здания остался и до настоящего времени. Спектакли театра на протяжении ряда лет игрались в различных домах культуры. 18 февраля 1984 года первых зрителей приняло новое здание театра, расположенное на улице Ломоносова, которое было построено по индивидуальному проекту.
1980—1990-е годы в истории театра отмечены рядом творческих достижений, связанных с поиском новых тем, новых форм. Большой популярностью у зрителей пользовались следующие спектакли: «Любовь, джаз и чёрт» Ю. Грушаса, «Мещане» М. Горького (режиссёр — Валерий Геворгян), «Вся Надежда» М. Рощина, «Он играл Гамлета» (памяти В. Высоцкого) (режиссёр — Николай Черкасов), «Между небом и землей жаворонок вьётся» Ю. Щекочихина (режиссёр — Владимир Тихонравов), «Руководство для желающих жениться» А. Чехова, «Женитьба Бальзаминова» А. Островского, «Кин IV» Г. Горина (режиссёр — Вячеслав Иванов).
В 1990-е и 2000-е годы 6 ведущих артистов театра получили звание «Заслуженный артист Российской Федерации»: Валентина Иргизнова (1991), Людмила Поваляшко, Сергей Черноглазов (1998), Сергей Варнашов (1999), Галина Лишица, Александра Тананакина (2006).
Наиболее интересные постановки Северодвинского театра драмы последних лет: «Прошлым летом в Чулимске» А. Вампилова, «Прекрасное воскресенье для пикника» Т. Уильямса (режиссёр — Валентин Ярюхин), «Очень простая история» М. Ладо (режиссёр — Сергей Сушенцев), «Отелло» У. Шекспира (режиссёр — Денис Кожевников), «Дядюшкин сон» Ф. Достоевского (режиссёр — Валерий Маркин), «Эти свободные бабочки» Л. Герша (режиссёр — Игорь Жетинев), «Камера-обскура» В. Набокова, «Жизнь человеков» А. Слаповского (режиссёр — Петр Гилев).
С 2007 года по 2009 год главным режиссёром Северодвинского театра драмы являлся Олег Куртанидзе (спектакли «Прощание в июне» А. Вампилова, «Укрощение строптивой» В. Шекспира, «Белый ангел с черными крыльями» Д. Балыко).
На протяжении всей истории театра творческий коллектив особое внимание обращает на эстетическое воспитание юного зрителя, постоянно в репертуаре театра присутствует около 10 постановок для детей.
В здании театра работает театральный музей, в котором регулярно организуются экскурсии для школьников города.

## Технические параметры театра
- Количество мест в зрительном зале — 742
- Ширина сцены — 20,6 м
- Глубина сцены — 14,6 м
- Высота сцены — 19,3 м
- Ширина зеркала сцены — 12,0 м
- Высота зеркала сцены — 9,0 м
- Диаметр поворотного круга сцены — 12,0 м

## Галерея

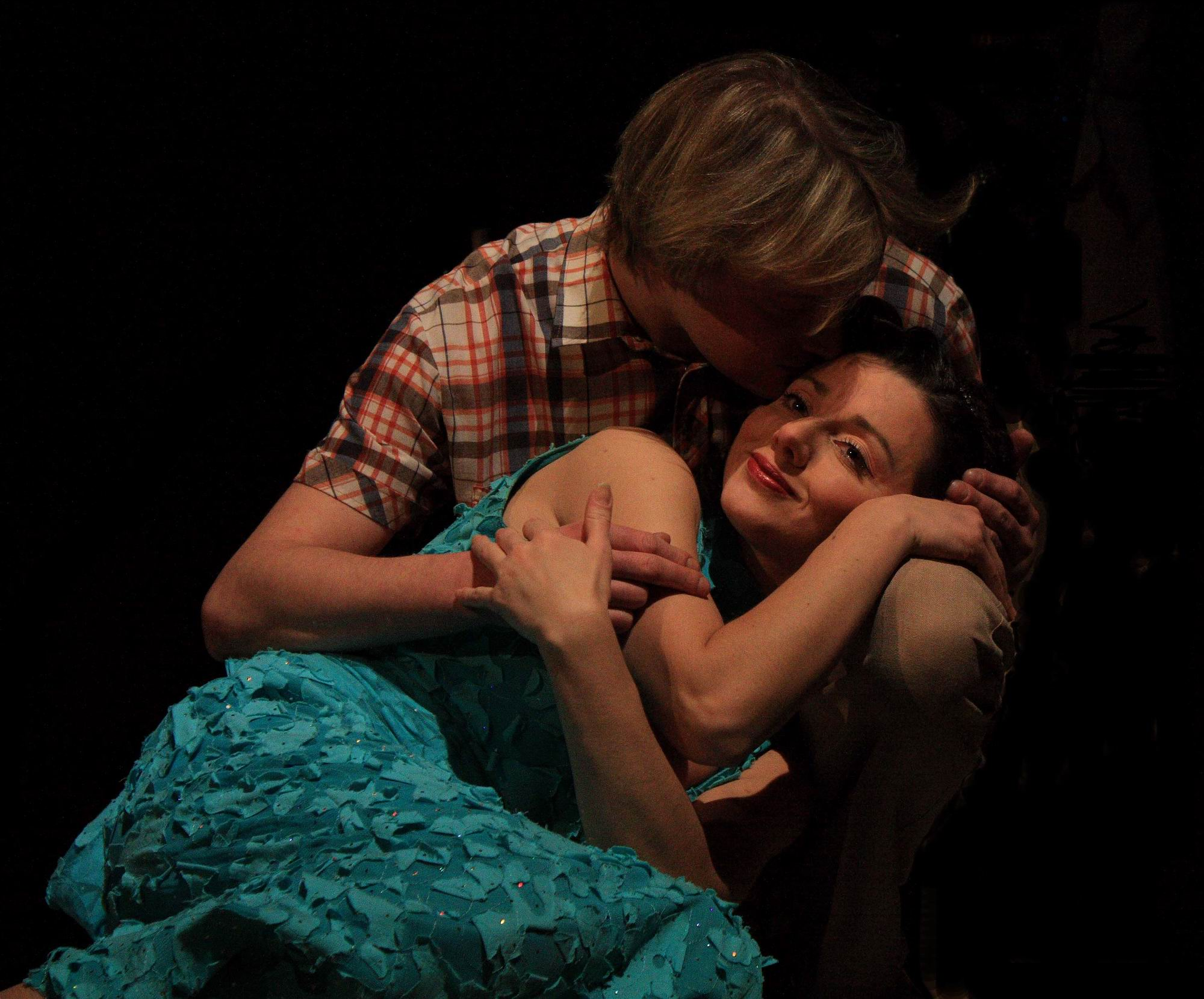
Спектакль «Круг»
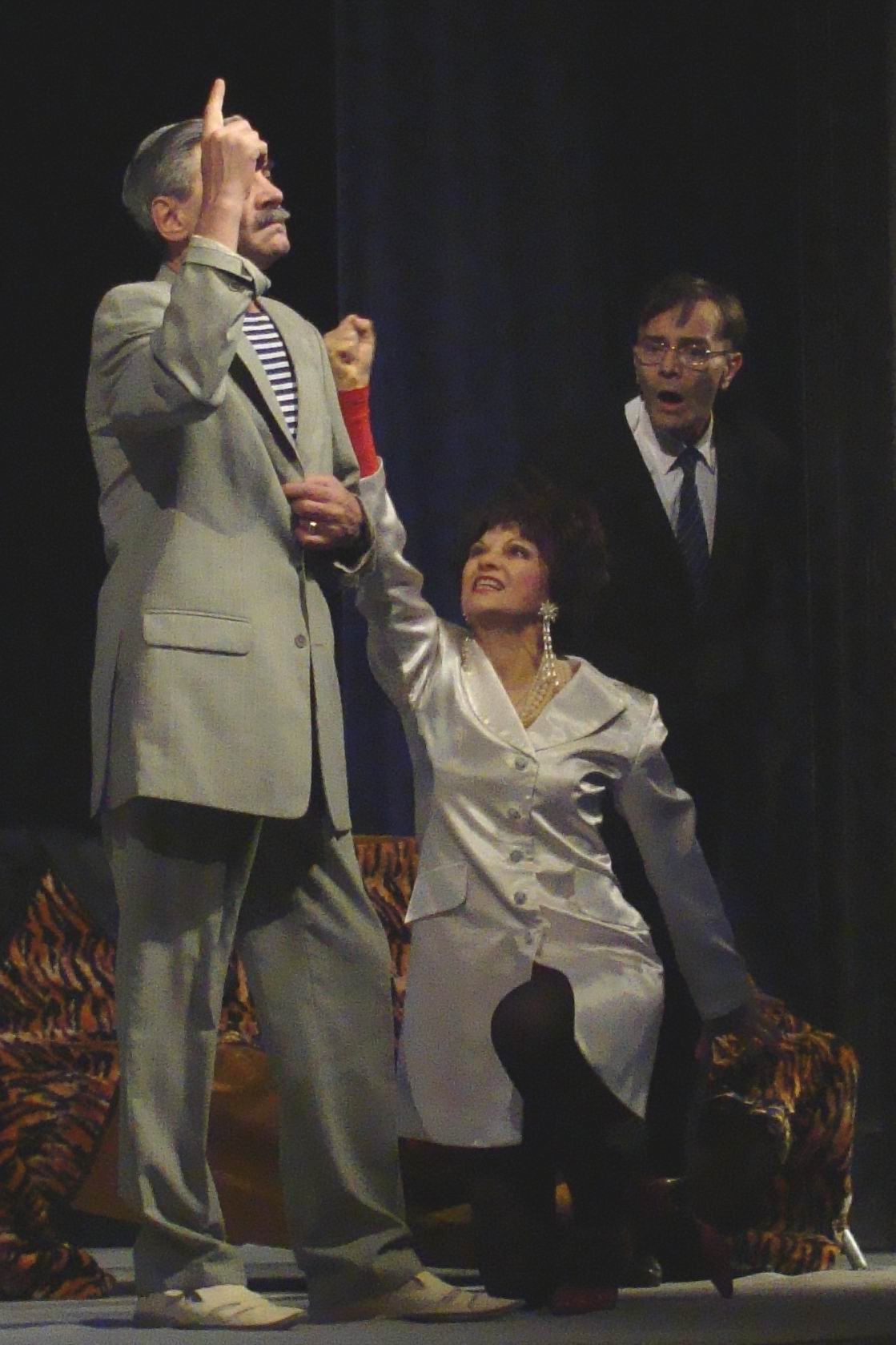
Спектакль «Заложники любви»